# FNS歌謠祭 夏
《FNS歌謠祭 夏》是日本富士電視台於2012年開始每年在7月下旬到8月上旬採現場直播的大型音樂活動。2020年以前，節目名稱為《FNS歌的夏季慶典》（日語：FNSうたの夏まつり）。

## 播出資訊
| 日期           | 時間（UTC+9）               | 會場             |
| -------------- | --------------------------- | ---------------- |
| 2012年08月08日 | 19:00 - 23:08 （約248分鐘） | 國立代代木競技場 |
| 2013年07月31日 | 18:55 - 23:08 （約253分鐘） | 國立代代木競技場 |
| 2014年08月13日 | 19:00 - 23:08 （約248分鐘） | 國立代代木競技場 |
| 2015年07月29日 | 19:00 - 23:08 （約248分鐘） | 國立代代木競技場 |
| 2016年07月18日 | 11:45 - 23:24 （約609分鐘） | 富士FCG大樓      |
| 2017年08月02日 | 19:00 - 23:18 （約258分鐘） | 富士FCG大樓      |
| 2018年07月25日 | 19:00 - 23:28 （約268分鐘） | 富士FCG大樓      |
| 2019年07月24日 | 19:00 - 23:28 （約268分鐘） | 富士FCG大樓      |
| 2020年08月26日 | 18:30 - 23:03 （約273分鐘） | 富士FCG大樓      |
| 2021年07月14日 | 18:30 - 22:48 （約258分鐘） | 富士FCG大樓      |
| 2022年07月13日 | 18:30 - 21:54 （約204分鐘） | 富士FCG大樓      |
| 2023年07月12日 | 18:30 - 21:54 （約204分鐘） | 富士FCG大樓      |

## 出演人員

### 主持
| 日期           | 主持     | 主持              |
| -------------- | -------- | ----------------- |
| 2012年08月08日 | 草彅剛   | 高島彩            |
| 2013年07月31日 | 草彅剛   | 加藤綾子          |
| 2014年08月13日 | 草彅剛   | 加藤綾子          |
| 2015年07月29日 | 渡部建   | 森高千里          |
| 2016年07月18日 | 渡部建   | 森高千里          |
| 2017年08月02日 | 渡部建   | 森高千里 加藤綾子 |
| 2018年07月25日 | 渡部建   | 森高千里 加藤綾子 |
| 2019年07月24日 | 渡部建   | 森高千里 加藤綾子 |
| 2020年08月26日 | 相葉雅紀 | 永島優美          |
| 2021年07月14日 | 相葉雅紀 | 永島優美          |
| 2022年07月13日 | 相葉雅紀 | 永島優美          |
| 2023年07月12日 | 相葉雅紀 | 永島優美          |

## 關聯項目
- FNS歌謡祭

## 外部連結
- FNS歌謠祭 （页面存档备份，存于）（日語）－Twitter
- FNS歌謠祭（日語）－Instagram